# 正理经
正理经()是目足·乔答摩()在公元前2世纪的著述。经文共五卷，每卷两章。

## 內容
正理经的终极目的是达成解脱，就是说免除诸苦--而解脱是通过16句义(范畴)获得的，它们是：
1. 正理的量(pramāṇa, mean)；
2. 正理的所量(prameya, object)；
3. 疑(samsaya, doubt)；
4. 目的(prayojana, purpose)；
5. 见边(dṛṣṭānta, example)；
6. 宗义(siddhānta, conclusion)；
7. 论式(论证的要素)(avayava)；
8. 思择(tarka, argumentation)；
9. 决断(nirṇaya, ascertainment)；
10. 论议(vāda, debate)；
11. 诡论议(jalpa, disputation)；
12. 坏义(破坏性批评)(vitaṇḍa)；
13. 似因(hetvābhāsa, fallacy)；
14. 曲解(chala, quibble)；
15. 倒难(jāti, refutations)；
16. 堕负(导致辩论失败的各种情况)(nigrahasthāna)。

依据正理经，有获得正理的四种量: 现量(感觉)，比量(推理)，譬喻量(类比)，圣言量(可靠的口头证言)。经文隐含的开发出了一种因果理论。因和果在本性上应当是同类的(homogeneous)，但是果是一个新的开始而不是已经包含在因当中。佛教经论认为的所有事物在本性上都是空的(negative)(因为事物的本性由它与其他事物的差别构成)被否决了，还有所有事物都是恒常或所有事物都是无常的也被否决了。这两个观点都不符合经验。所以，导致的形而上学接受了两类实体: 恒常的和无常的。整体是在构成它的部分之外、之上的新实体。还有， 神是宇宙的实质原因被否决了。 神被看作是直接有效的原因，而人需要在神的控制和协作下生成他们的结果。
正理经支持有如下结构的五支论式:
1. 山上着火了(宗(pratijñā): 对要证明什么的陈述)。
2. 因为它在冒烟(因(hetu): 理由的陈述)。
3. 冒烟的东西都着火了，厨房就是个例子(喻(udāharaṇa): 由实例支持的普遍规则的陈述)。
4. 山也是如此(合(upanaya): 应用规则于此个例)。
5. 所以山上着火了(结(nigamana): 达成结论)。

正理论式的典型性特征是它对例证的坚持--它暗示出正理派逻辑学家想要确定的不只是形式的有效性还有实质上的真实。五类似是而非的"因"(hetu)要被辨别出来: 不确定的(savyabhicara)，它导致多于一个结论；矛盾的(viruddha),它反对要确定的结论；有争议的(prakaraṇasama)，它引起与要确定的结论同一的问题；反问的(sadhyasama)，它自身也是未证明的；不和时宜的(kalatita)，它被引述为"没有在它还有效的时间内应用"。

## 版本
- Nandalal Sinha,  Mahamahopadhyaya Satisa Chandra Vidyabhusana, The Nyaya Sutras of Gotama, The sacred books of the Hindus, 1930;  Motilal Banarsidass, 1990 reprint,  ISBN 978-81-208-0748-8; Munshiram Manoharlal reprint, 2003, ISBN 978-81-215-1096-7.
- Ganganatha Jha, Nyaya- Sutras of Gautama (4 vols.), Motilal Banarsidass, 1999 reprint,  ISBN 978-81-208-1264-2.

## 來源和閱讀
- Sue Hamilton, Indian Philosophy: A Very Short Introduction (Oxford University Press, 2001) ISBN 0-19-285374-0
- B.K. Matilal, Epistemology, Logic, and Grammar in Indian Philosophical Analysis (Oxford University Press, 2005) ISBN 0-19-566658-5
- J.N. Mohanty, Classical Indian Philosophy (Rowman & Littlefield, 2000) ISBN 0-8476-8933-6

## 引用
1. ↑  Encyclopedia Britannica (2007)

## 外部連結
- Nyaya Philosophy （页面存档备份，存于） — from Banglapedia